# Waffenmissbrauch
Als Waffenmissbrauch im engeren Sinne werden einerseits Gewaltdelikte mit Waffen – in aller Regel Schusswaffen – bezeichnet, andererseits der unverhältnismäßige Einsatz von Waffen durch staatliche Sicherheitskräfte oder berechtigte zivile Waffenträger. Waffenmissbrauch führt häufig zu Personen- und Sachschäden.
Im weiteren Sinn kann als Waffenmissbrauch auch jeder Gebrauch von Waffen entgegen geltenden nationalen bzw. internationalen Rechten und gesellschaftlichen Richtlinien oder Normen verstanden werden. In den Waffenbegriff werden dabei bisweilen auch Gegenstände des täglichen Gebrauchs wie z. B. Kraftfahrzeuge oder andere mehr oder weniger gefährliche Gegenstände, aber auch Kriegswaffen und Unkonventionelle Spreng- und Brandvorrichtungen einbezogen. Der Waffenmissbrauch schließt zum Teil auch die unerlaubte Herstellung, den unerlaubten Handel und das unerlaubte Führen (Tragen in der Öffentlichkeit) von Waffen mit ein. Unter historischen, geographischen, politischen, gesellschaftlichen, sozialen, rechtlichen und persönlichen Gesichtspunkten kann der Begriff des Waffenmissbrauchs unterschiedlich definiert und bewertet sein. Üblicherweise wird diese Definition in gefestigten, rechtsstaatlichen Gesellschaften nicht so weit gefasst.
Kein Waffenmissbrauch im engeren Sinn der Definition ist die unerlaubte Herstellung, der unerlaubte Handel und das unerlaubte Führen von Waffen. Im Rahmen dieser Definition liegt der Fokus meist auf Schusswaffen.
Im Rahmen der eng gefassten Definition ist der gesetzeskonforme und damit legale Waffengebrauch wie z. B. in Fällen von Notwehr oder Notstand (auch mit illegal besessenen Waffen) kein Waffenmissbrauch. Bei irrtümlichem Waffengebrauch (der Schütze geht z. B. fälschlicherweise durch Verkennung von Tatsachen oder Missdeutung einer Situation von einer Notwehrsituation aus) oder bei einem durch Unfall verursachten Waffengebrauch liegt ebenfalls kein Waffenmissbrauch im engeren Sinne vor, da die kriminelle Absicht zum Gebrauch der Waffe fehlt. Allerdings zählen manche Organisationen ein unabsichtliches Erschießen einer Person zur Ausübung sozialer Gewalt, auch wenn eine kriminelle Absicht nicht vorliegt.
Neben nationalen Waffengesetzen sollen u. a. das Kleinwaffenaktionsprogramm der Vereinten Nationen sowie von Seiten der Europäischen Union das Schengener Abkommen helfen, das Risiko von Waffenmissbrauch zu reduzieren.
Die Anwendung des Begriffs Waffenmissbrauch auf den Waffeneinsatz in kriegerischen Handlungen oder im Zusammenhang mit terroristischen Anschlägen ist unüblich. Beim Waffengebrauch im Krieg steht die Tat (Kriegsverbrechen) oder der Bruch von völkerrechtlichen Verträgen im Vordergrund.

## Begriffsverwendung
Im öffentlichen Diskurs findet der Begriff „Waffenmissbrauch“ hauptsächlich in Bezug auf die Waffengesetzgebung Verwendung. Der unrechtmäßige Waffengebrauch durch Polizei- und Sicherheitskräfte fällt entsprechend der Gesetzgebung zur Anwendung von Gewalt und Waffen durch diesen Personenkreis ebenfalls unter den Begriff des „Waffenmissbrauchs“.
Das 1931 in Deutschland verabschiedete Waffengesetz hieß „Gesetz gegen Waffenmissbrauch“. Die Schweizer Bundesregierung schrieb in einer Pressemitteilung von 1996, Ziel des Waffengesetzes sei es, „die Bevölkerung vor Waffenmissbrauch zu schützen“. Ein britischer Regierungsbericht aus dem Jahr 2000 zum dortigen Waffengesetz verwendet den englischen Begriff „weapon abuse“ in analoger Weise.
Amnesty International gab in einer 2004 herausgegebenen Pressemitteilung dem Begriff noch eine andere Färbung, indem die Organisation unverhältnismäßigen Gewalteinsatz durch Polizisten unter diesen Begriff subsumierte.

## Krimineller Einsatz von Waffen

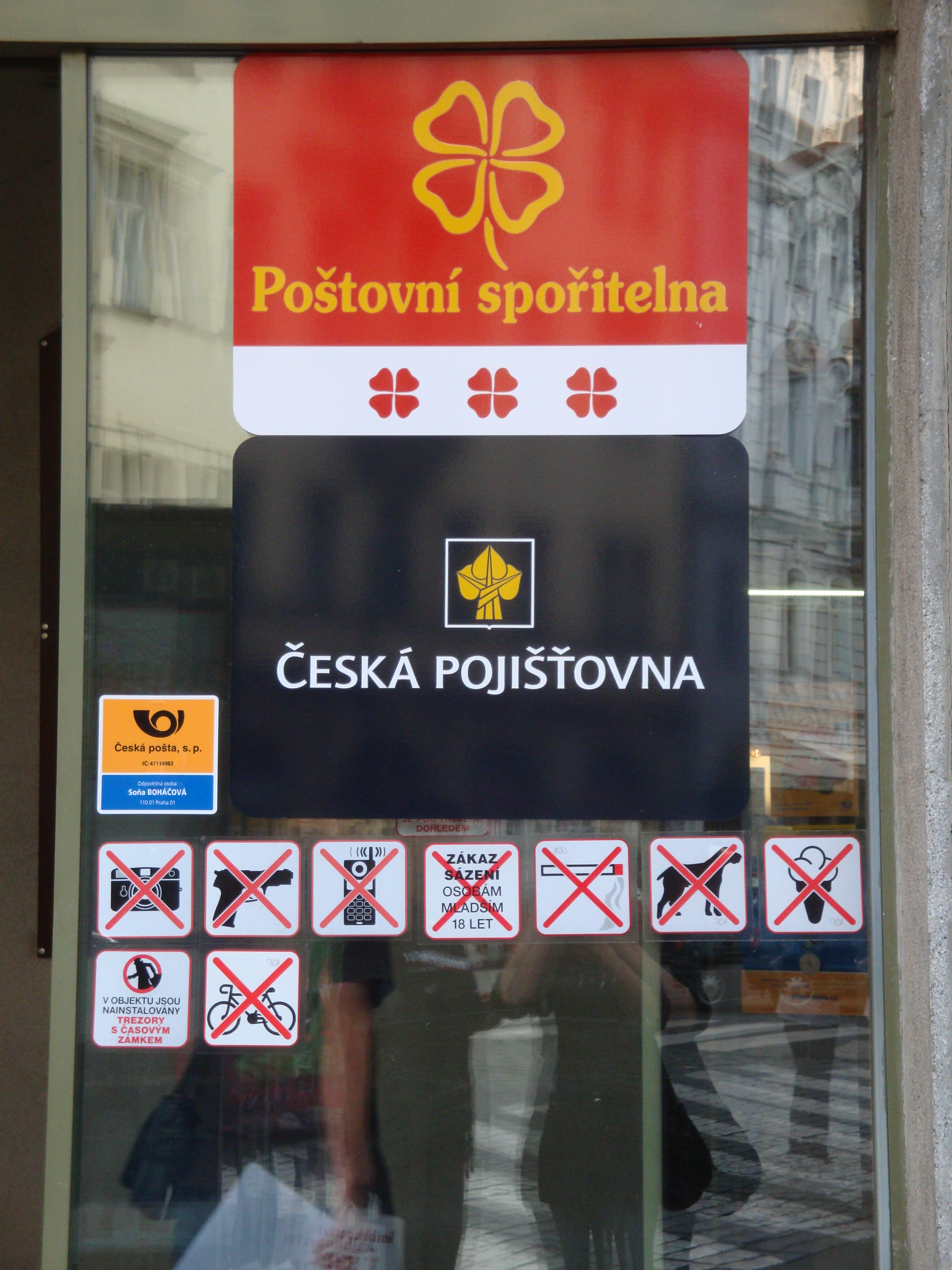
Schusswaffenverbot in einer Prager Postfiliale

### Überblick
Um quantitative Aussagen über den Waffenmissbrauch zu treffen, müssen verschiedene Parameter berücksichtigt werden. Das sind unter anderem verschiedene Waffengesetze sowie verschiedene Kriminalitätsraten im Hell- und Dunkelfeld. In der Gesellschaft kann wiederum durch massive Berichterstattung über einzelne, spektakuläre Fälle ein Eindruck entstehen, der sich nicht mit den polizeilichen Statistiken deckt. Die Folgerungen über Maßnahmen aus diesen Statistiken werden sehr kontrovers diskutiert. Die Befürworter und die Gegner strikter Waffengesetze kommen dabei oft zu konträren Schlussfolgerungen.
Wäre einzig der Waffenbesitz für die Zahl der Straftaten mit Waffen bzw. Schusswaffen ausschlaggebend, müssten sich die Zahlen (Gewaltstraftaten je Waffe) international relativ ähneln. Dieses lässt jedoch historische, ökonomische, soziale und sonstige Kontingenzen unberührt, welche das Ausmaß erheblich beeinflussen können, in dem sie sich ereignen. Für sich genommen könnte man dieses Ausmaß allerdings im (historischen) Zeitablauf als ein charakteristisches Unterscheidungsmerkmal von Regionen und Staaten werten.

Morde je 100.000 Einwohner
(mit und ohne Waffen)

Um das Ausmaß an bewaffneter Gewalt auf globaler und regionaler Ebene abzuwägen, muss man internationale Daten vergleichen. Es zeigt sich, dass weltweit jährlich etwa 200.000 Menschen bei kriegsunabhängigem Einsatz von Schusswaffen, meist Tötungsdelikte, sterben. Diese kommen dabei am häufigsten in Lateinamerika und der Karibik vor. Hier liegt die Ziffer fünfmal höher als der globale Durchschnitt. Wie sich die Sterblichkeitsrate auf die globalen Regionen verteilt, zeigt die nebenstehende Grafik (Stand: 2004).
Aber auch die einzelnen Regionen und ihre Staaten sind nicht homogen: Eine häufige Folge der weiten Verbreitung von Schusswaffen in den USA ist, dass auch alltägliche Konflikte zwischen an sich integrierten Bürgern überproportional tödlich enden. Die Gegenüberstellung der Regierungshauptstadt Washington (Häufigkeitszahl 42,9) mit den in sich wieder sehr unterschiedlichen Millionenstädten San Francisco im Westen einerseits (HZ 8,1) und New York City im Osten andererseits (HZ 8,7) macht jedoch augenfällig, dass der Waffenbesitz nur einer unter mehreren Faktoren von Tötungsdelikten sein kann. Auch der Vergleich zwischen der relativ kleinen Landeshauptstadt Bern und der Millionenmetropole Tokyo führt mit Häufigkeitszahlen von 1,0 bzw. 1,2 zu keinen nennenswerten Unterschieden. Demgegenüber steht Amsterdam mit einer HZ von 3,1. Dies kann man als Beleg dafür sehen, wie sehr der Kontext eines Staates und der darin lebenden Bevölkerung, ggf. auch deren ethnischer Zusammensetzung oder Mischung und den damit verbundenen kulturellen und sonstigen Traditionen, in Betracht gezogen werden sollte, bevor man Schlussfolgerungen zieht.
Ebenso variiert die Benutzung verschiedener Waffenarten in den einzelnen Regionen der Erde stark. Überwiegen in Europa Angriffe mit Hieb- und Stichwaffen, vor allem mit Messern, so dominiert die Schusswaffe auf dem amerikanischen Kontinent oder in Afrika. Werden Schusswaffen bei Morden in Deutschland zu 12 % als Tatwerkzeug eingesetzt, steigt der Anteil in den USA auf 66 % und erreicht in Südafrika 85 %.
Die unten stehenden Grafiken zeigen dabei, dass diese Waffen in den einzelnen Regionen dieser Welt unterschiedlich häufig für Straftaten benutzt werden. Kommt in Deutschland auf 150.000 Schusswaffen ein Mord, so sind es in Kolumbien und Südafrika zwischen 330 und 350 Schusswaffen je Mord.
| Land        | Zivile Waffen in Mio. | Tötungsdelikte mit Schusswaffen p. a. | Tötungsdelikte mit Schusswaffen je 100.000 Einwohner | Waffen pro Tötungsdelikt | Tötungsdelikte mit Schusswaffen je 100.000 Waffen |
| ----------- | --------------------- | ------------------------------------- | ---------------------------------------------------- | ------------------------ | ------------------------------------------------- |
| Ecuador     | 0,2–0,5               | 1.321                                 | 10,16                                                | 150–380                  | 260–660                                           |
| Kolumbien   | 4,2–10,2              | 21.898                                | 49,54                                                | 190–470                  | 220–520                                           |
| Venezuela   | 1,2–6,0               | 5.408                                 | 21,04                                                | 220–1.100                | 90–450                                            |
| Brasilien   | 20,0–30,0             | 25.603                                | 14,35                                                | 780–1.170                | 85–128                                            |
| Mexiko      | 35,0–165,0            | 5.452                                 | 5,27                                                 | 640–3000                 | 33–156                                            |
| Argentinien | 4,1–5,6               | 942                                   | 2,45                                                 | 4.350–5.940              | 17–23                                             |
| Peru        | 0,5–1,0               | 161                                   | 0,59                                                 | 3.100–6.200              | 16–32                                             |
| Uruguay     | 0,9–1,6               | 104                                   | 3,05                                                 | 8.650–11.400             | 7–12                                              |
| Chile       | 1,4–2,0               | 82                                    | 0,52                                                 | 17.000–24.400            | 4,1–5,9                                           |
| Jamaika     | 0,08–0,2              | 450                                   | 16,97                                                | 180–440                  | 230–560                                           |
| Südafrika   | 4,5                   | 13.572                                | 30,17                                                | 330                      | 302,0                                             |
| USA         | 243,0–281,0           | 10.310                                | 3,45                                                 | 24.000–28.000            | 3,76–4,2                                          |
| Kanada      | 7,9                   | 170                                   | 0,54                                                 | 48.000                   | 2,2                                               |
| Deutschland | 5,5                   | 155                                   | 0,19                                                 | 35.480                   | 0,5–0,8                                           |
| Russland    | 200                   | ?                                     | ?                                                    | ?                        | ?                                                 |

Erläuterungen:

### Deutschland

#### Verstöße gegen Gesetze zur Vorbeugung

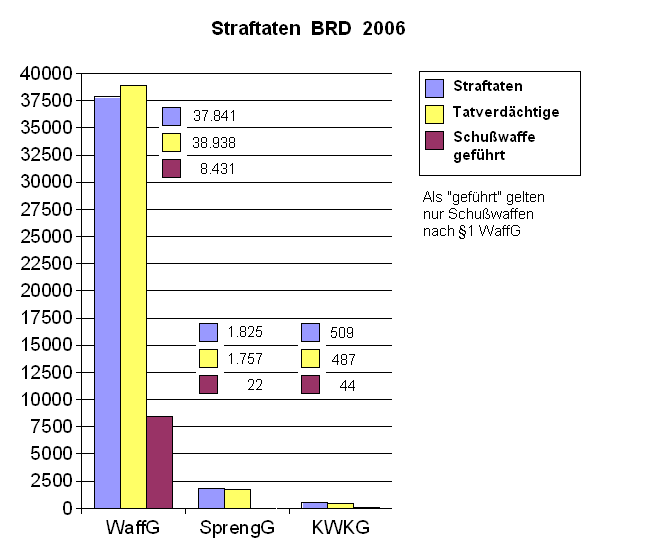

Waffenbesitz und Waffenhandel werden in Deutschland durch das Waffengesetz (WaffG), das Sprengstoffgesetz (SprengG) und das Kriegswaffenkontrollgesetz (KWKG) reglementiert. Sie sollen mithelfen, dem Waffenmissbrauch vorzubeugen. 2006 wurden 40.175 Straftaten im Zusammenhang mit dem Waffen-, Sprengstoff- und Kriegswaffenkontrollgesetz gezählt. Dieses entspricht 0,6 % aller Straftaten in Deutschland. Davon entfielen 37.841 Straftaten auf das Waffengesetz, 509 auf das Kriegswaffenkontrollgesetz und 1.825 auf das Sprengstoffgesetz. Straftaten im Zusammenhang mit diesen Gesetzen betreffen zu ca. 80 % die Herstellung, den Handel sowie den Besitz von Waffen und Explosivstoffen. In ca. 20 % der Fälle werden Schusswaffen (inkl. Schreckschusspistolen, Replika) ohne behördliche Erlaubnis mitgeführt, z. B. auf Volksfesten. Die genannten Straftaten beinhalten nicht die Bedrohung oder das Schießen mit Schusswaffen.

#### Illegaler Waffenmarkt und Waffenbestand
Der illegale Waffenmarkt ist laut Bundeskriminalamt in Deutschland relativ klein. Bezogen auf eine Bevölkerung von 82 Millionen Menschen wurden 1998 nur 12.583 Schusswaffen sichergestellt. Diese Zahl ist im Vergleich mit anderen Ländern gering. 1998 wurden 709 illegal hergestellte bzw. schussfähig gemachte Waffen von Behörden eingezogen. 1997 wurden 33 jugoslawische Maschinengewehre sowie 136 Handfeuerwaffen aus Tschechien, Österreich (als Transferland) und den Niederlanden an der deutschen Grenze beschlagnahmt. 1998 stammten 180 Schusswaffen nur aus der Schweiz. Dies ist ein Indiz dafür, dass es einen bescheidenen aber signifikanten europäischen Markt für Handfeuerwaffen gibt. Nachdem die EU-Grenzkontrollen 1998 wegfielen, fiel auch die Zahl der beschlagnahmten Waffen wesentlich ab, ein Zeichen dafür, wie ein EU-Binnenmarkt den internationalen illegalen Waffenhandel begünstigt. Auf Anfragen an die deutsche Bundesregierung, wie sich der Verlust von 6000 Schusswaffen innerhalb Deutschlands zusammensetzt, konnte die Bundesregierung 2002 nur die 350 Diebstähle beziffern. Gegenüber anderen Ländern ist diese Zahl aufgrund der geltenden Aufbewahrungsvorschriften sehr gering.
In Deutschland gibt es ca. 5,5 Millionen registrierte Schusswaffen. Dies sind etwa 6 % der weltweit registrierten Schusswaffen. Bis zur Veröffentlichung der Daten des neu geschaffenen Nationalen Waffenregisters (NWR) war man – aufgrund der dezentralen Datenverwaltung in rund 600 überwiegend kommunalen Behörden – von über 10 Millionen registrierten Schusswaffen ausgegangen. Die Quote legaler Schusswaffen ist gegenüber anderen Ländern sehr hoch. Der Anteil illegaler Schusswaffen in Deutschland überwiegt jedoch aufgrund einer Änderung des Waffengesetzes 1972. Bis dahin waren Langwaffen für Personen ab dem 18. Lebensjahr frei zu erwerben. Damals wurden zwischen 14 und 17 Millionen Gewehre und Flinten „illegal“, da sie nicht angemeldet wurden. Es ist aber davon auszugehen, dass die meisten dieser Waffen weder dem illegalen Markt zur Verfügung stehen noch bei Straftaten eingesetzt werden sollen. Die Anzahl der illegal besessenen Schusswaffen schätzt die Gewerkschaft der Polizei gleichbleibend mit etwa 20 Millionen ein, andere sprechen von „mindestens doppelt so viele illegale wie legale“ und wollen sich nicht auf bestimmte Zahlen festlegen lassen. Auch eine Anzahl zwischen 10 und 40 Millionen wird genannt.  Vor allem aus dem ehemaligen Ostblock kommen derzeit weiter illegale Waffen nach Deutschland.

#### Delikte mit Schusswaffen
Die folgende Tabelle zeigt auf, dass ca. 0,2 % der verurteilten Straftäter eine Schusswaffe benutzt haben. Hiervon wiederum waren ca. 40 % illegale Waffen sowie 50 % erlaubnisfreie Waffen (z. B. Schreckschusswaffen). 4 % der beschlagnahmten Schusswaffen wurden von ihrem rechtmäßigen Besitzer zu einer Straftat (meist einer Beziehungstat) benutzt.
|                                         | 1995    | 1996    | 1997    | 1998    | 1999    | 1999 in % |
| --------------------------------------- | ------- | ------- | ------- | ------- | ------- | --------- |
| Verurteilte Straftäter                  | 937.385 | 944.324 | 960.334 | 974.187 | 940.683 |           |
| Straftaten mit Schusswaffen             | 2.443   | 2.447   | 2.251   | 2.370   | 1.932   | 100,00    |
| davon: legale Schusswaffen              | 131     | 109     | 109     | 97      | 79      | 4,08      |
| davon: illegale Schusswaffen            | 1.141   | 1.052   | 991     | 882     | 781     | 40,40     |
| davon: erlaubnisfreie Schusswaffen      | 1.452   | 1.515   | 1.300   | 1.325   | 994     | 51,40     |
| davon: Schusswaffen, Herkunft ungeklärt | 92      | 81      | 99      | 66      | 78      | 4,04      |

Seit 1971 hat sich die Zahl der Straftaten, auch bedingt durch die Wiedervereinigung, fast verdreifacht. Im gleichen Zeitraum sank der Missbrauch von Schusswaffen jedoch um fast ein Drittel.
Die Zahl der Fälle, in denen geschossen wurde, sank von 1971 bis 1990 von 12.904 auf 4.185. Nach einem zwischenzeitlichen Höchststand von 8.471 im Jahr 1996 nahmen diese Fälle kontinuierlich bis 2006 auf 4.584 ab.
Die Fälle, in denen mit der Schusswaffe gedroht wurde, nahmen vor der Wende leicht, danach stark zu. Seit 2001 ist jedoch auch hier wieder eine Abnahme zu beobachten.
Insgesamt ist die Zahl der Schusswaffenverwendungen im Zusammenhang mit Straftaten seit 1971 von 0,78 % auf 0,21 % gesunken. Hierbei ist zu beachten, dass die Bedrohung mit Spielzeug- und Schreckschusswaffen eingeschlossen ist.
„Schließlich ist es [2003] auch zu einer Reform des Waffenrechts gekommen; der Zugang zu Waffen wird heute deutlich restriktiver gehandhabt. Welche Folgen dies gehabt hat, ist bislang aber noch nicht sicher einzuschätzen.“
| Straftat                             | alle      | gedroht (%) | geschossen (%) |
| ------------------------------------ | --------- | ----------- | -------------- |
| Straftaten (gesamt)                  | 6.203.074 | 0,2         | 0,07           |
| Gewaltkriminalität (gesamt)          | 215.471   | 2,2         | 0,8            |
| gefährliche/schwere Körperverletzung | 150.874   | 0,2         | 0,9            |
| Mord                                 | 818       | 0,4         | 12,0           |
| Körperverletzung mit Todesfolge      | 171       | 0,6         | 0,0            |
| Vergewaltigung, sexuelle Nötigung    | 8.118     | 0,8         | 0,0            |
| Totschlag, Tötung auf Verlangen      | 1.650     | 1,0         | 5,8            |
| Raubdelikte                          | 53.696    | 7,9         | 0,4            |
| Geiselnahme                          | 53        | 11,3        | 1,9            |
| erpresserischer Menschenraub         | 90        | 30,0        | 0,0            |

Erläuterungen:
Im Jahr 2006 wurden Opfer von Straftaten in 8.813 Fällen mit Schusswaffen bedroht. Damit ist der niedrigste Stand seit 1993 zu verzeichnen. Der Rückgang im Vergleich zu 2005 betrug 4,0 % (9.177 Fälle). Dabei betrafen fast neunzig Prozent (89,3 %) der Fälle die Bereiche „Raub, räuberische Erpressung u. räuberischer Angriff auf Kraftfahrer“ sowie „Straftaten gegen die persönliche Freiheit“.
Gemäß der polizeilichen Kriminalstatistik 2006 handelte es sich „bei fast einem Drittel der Fälle (31,7 %) […in denen geschossen wurde…] um weniger gravierende Delikte, nämlich Sachbeschädigung (z. B. Schießen auf Verkehrszeichen)“. Ähnlich viele Fälle (29,6 %) entfielen jedoch auch auf gefährliche und schwere Körperverletzung.
Im Zweiten Periodischen Sicherheitsbericht des Bundesregierung aus dem Jahre 2006 wurde festgestellt: „Delikte mit Schusswaffen haben weiter abgenommen. Diese Rückgänge setzten schon deutlich vor der Novellierung des Waffenrechts ein. Mittlerweile liegt die Anzahl der Gewaltdelikte mit Schusswaffen auf dem niedrigsten Niveau seit 20 Jahren.“

### Großbritannien

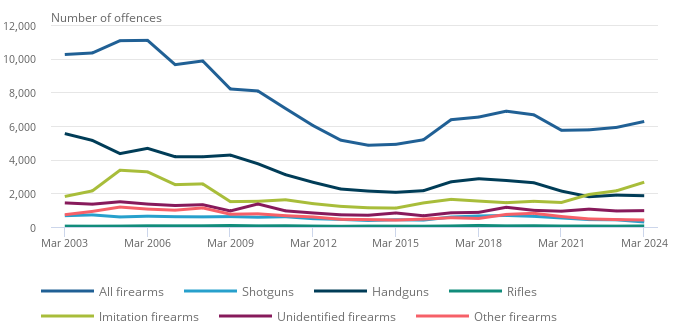
Rückgang polizeilich registrierter Waffendelikte in England und Wales 2003–2024.

Die Waffengesetze von Großbritannien zählen zu den schärfsten der Welt. Der Amoklauf von Hungerford (1987) führte zu einem Verbot von halbautomatischen Gewehren. 1996 wurden dann 15 Kinder und ihr Lehrer in Dunblane (Schottland) erschossen. Dies führte zu einem Totalverbot von Kurzwaffen.
Trotzdem stieg die Zahl von Straftaten mit Schusswaffen seit 1996 von 14.000 auf 21.500 in der Periode 2005/2006, ist aber seitdem auf 11.000 (2010/11) gesunken, nachdem 2003 die Berechnung der Statistik geändert und viele Vorfälle anderen Verbrechenskategorien zugeordnet wurden. Zwar blieb die Zahl der Toten mit ca. 50 konstant, Mordversuche und Verletzungen stiegen jedoch zunächst bis Anfang der 2000er Jahre um 50 % an, sanken dann allerdings wieder deutlich. 2006 wurden die Gesetze nochmals verschärft und unter anderem für illegalen Waffenbesitz eine Mindeststrafe von 5 Jahren Gefängnis eingeführt. Damit hat Großbritannien eines der härtesten Waffengesetze der Welt. Die Anzahl der Straftaten mit Schusswaffen konnte jedoch bislang nicht unter das Maß vor 1996 reduziert werden. Im Vergleich dazu hat Deutschland nach BKA-Statistik in diesem Zeitraum einen starken Rückgang der Straftaten mit Schusswaffen zu verzeichnen.
Während das Innenministerium bekanntgab: „We’re cutting off the supply of firearms into the country“, ergab eine Studie des Ministeriums, dass Pistolen für ca. £ 1.000 und (voll-)automatische Waffen zwischen £ 800 und £ 4.000 zu erwerben waren. Ein Berater von Scotland Yard, Peter Herbert, führt an, dass mittlerweile schon Kinder ab 8 Jahren rekrutiert werden, um beispielsweise Waffen zu transportieren und zu verstecken, damit volljährige Kriminelle nicht in einer Kontrolle mit Waffen angetroffen und dafür zu einer langjährigen Haftstrafe verurteilt werden. Gleichzeitig werden auch die Straftäter immer jünger.
Die bei Gewaltstraftaten am meisten benutzten Waffen in Großbritannien sind Messer. Sie werden bei Morden etwa viermal so häufig eingesetzt wie Schusswaffen. Bei 24 Teenagern, die im Jahr 2007 (Stand August) durch Gewaltverbrechen ums Leben kamen, wurde 16-mal ein Messer verwendet, 8-mal wurde geschossen. Das Centre for Crime and Justice Studies at King’s College London vermutet für 2004 zwischen 22.000 und 57.900 Opfer von Messerangriffen in Großbritannien.
Im Zeitraum 2003/2004 soll es bei ca. einer Million Gewaltstraftaten etwa 35.000 Vorfälle mit Schusswaffen oder entsprechenden Nachbildungen gegeben haben (3,5 % der Gewaltkriminalität). Die Anwendung, also die Schussabgabe, wurde jedoch deutlich seltener beobachtet. Von den 883 Morden in diesem Zeitraum wurde der Großteil entweder ohne Waffen oder aber mit Stichwaffen durchgeführt (45 %). Schusswaffen wurden für 73 Morde (8,7 %) benutzt.
| alle Morde | Kfz | Schusswaffe | Messer | waffenlos | Ersticken | stumpfe Waffe | Gift/Droge | Feuer u. Sprengstoff | Sonstige |
| ---------- | --- | ----------- | ------ | --------- | --------- | ------------- | ---------- | -------------------- | -------- |
| 833        | 24  | 73          | 237    | 139       | 65        | 67            | 23         | 25                   | 180      |

Von 2006 auf 2007 fiel die Zahl der Straftaten mit Schusswaffen um 13 % auf 9.608 Fälle. Mehr als die Hälfte dieser Straftaten trugen sich im Bereich der Metropolitan Police in London, Greater Manchester und den West Midlands zu. Im Bereich der Stadt London stieg die Anzahl der Fälle sogar von 3.485 auf 3.607 Fälle (+3,5 %). Bei der Bandenkriminalität wurde in den vergangenen Jahren beobachtet, dass eine Reihe von Schusswaffen-Nachahmungen eingesetzt wurden. Ein Teil dieser Waffen ließ sich mit entsprechenden Mitteln zum Verschießen „scharfer“ Munition umrüsten. Nach Meinung der BBC ist Schusswaffenkriminalität in Großbritannien kein generelles Problem, sondern auf einige wenige Städte beschränkt.

### Kolumbien
Kolumbien gilt einigen als eines der gewalttätigsten Länder der Welt. Eine hohe Kriminalität innerhalb des Landes, die Drogenkartelle sowie der langjährige Konflikt mit linksgerichteten Guerillagruppen wie der Revolutionary Armed Forces of Colombia (Fuerzas Armadas Revolucionarias de Colombia) (FARC) und der National Liberation Army (ELN) bzw. rechtsgerichteten Gruppen wie der United Self-Defence Forces of Columbia (AUC) führen dazu, dass jährlich rund 17.600 Menschen durch Schusswaffen getötet werden.
Seit 1979 wurden damit also ca. 475.000 Personen durch Schusswaffen getötet. Bei ca. 600.000 Morden machen damit die Straftaten unter Benutzung von Schusswaffen rund 80 % der Fälle aus. Dabei ist zu beachten, dass es sich bei mehr als 90 % um männliche Opfer handelt, hiervon wiederum ein Drittel im Alter zwischen 20 und 29 Jahren.
Während die offizielle kolumbianische Statistik 1,53 Schusswaffen/100 Einwohner ausweist, gehen einzelne internationale Studien von 5,05 bis 8,42 Schusswaffen/100 Einwohner aus. Das heißt, es existieren in Kolumbien zwischen 0,8 und 3,9 Millionen Schusswaffen, von denen möglicherweise der Großteil (bis zu 80 %) illegal sind. Dabei sei Kolumbiens legaler Waffenmarkt „höchst transparent und streng reguliert“.

### Südafrika
Südafrika gehört, ebenso wie Kolumbien, zu den gefährlichsten Ländern der Erde. Bei rund 45 Millionen Einwohnern gab es in der Periode 2006/2007 18.528 Morde sowie 20.571 angezeigte Mordversuche. Dazu kamen 226.942 Fälle von schwerer Körperverletzung und 119.726 bewaffnete Raubüberfälle. Man geht davon aus, dass jeder 10. Südafrikaner über eine Schusswaffe verfügt, mit denen im Schnitt knapp 14.000 Morde im Jahr (ca. 75 % aller Morde) begangen werden.
Von 100.000 Einwohnern werden somit jedes Jahr 40 ermordet. Im Vergleich liegt der weltweite Durchschnitt bei 5,5/100.000 Einwohner. Auch der Unterschied in der Benutzung von Schusswaffen ist signifikant. Die Wahrscheinlichkeit, bei einem Mord erschossen zu werden, ist in Südafrika 150-mal höher als in Deutschland.
Überfälle auf z. B. Geldtransporte können sich zu halbstündigen Feuergefechten mit vollautomatischen Waffen ausweiten. Diese Waffen, meist AK-47 kommen dabei oft aus den ehemaligen Bürgerkriegsländern Angola und Mosambik.
Während vom März 2005 bis März 2006 die Menge von 2.297 Schusswaffen aus den Arsenalen der südafrikanischen Polizei verschwanden, waren es im Jahreszeitraum bis März 2007 insgesamt 3.857 Schusswaffen, welche gestohlen oder geraubt wurden oder aber auf andere Art verloren gingen. Im Zeitraum von März 2006 bis März 2007 wurden jedoch auch ca. 13.000 gestohlene Schusswaffen wiederbeschafft. Gleichzeitig wurden 160.178 Schusswaffen vernichtet.

### USA
Gemäß der Kriminalstatistik des FBI wurden 1994 etwa 1/3 aller Gewaltstraftaten in den USA unter Missbrauch von Schusswaffen begangen.

#### Raub und Körperverletzung
Bei Raub und Körperverletzung wurden die Opfer in ca. 3 % der Fälle, in denen eine Schusswaffe mitgeführt wurde, angeschossen.
| Delikt                          | alle Straftaten | davon mit Schusswaffe gedroht | davon mit Schusswaffe geschossen |
| ------------------------------- | --------------- | ----------------------------- | -------------------------------- |
| Mord                            | 21.606          | -                             | 16.305                           |
| Raub / schwere Körperverletzung | 1.679.716       | 528.575                       | 15.857                           |
| Gesamt                          | 1.701.322       | 544.880                       | 32.162                           |

#### Waffenarten bei Mord
Während der Schusswaffenmissbrauch zwischen 1980 und 1985 stabil, teilweise sogar abnehmend war, konnte zwischen 1985 und 1994 eine Zunahme beobachtet werden. Während die Zahl der Gewaltstraftaten um 42,1 % stieg, stieg die Verwendung von Schusswaffen um 59,5 % an. Ähnlich stark (52,6 %) war der Anstieg bei anderen gefährlichen Gegenständen wie etwa Werkzeug. Unterdurchschnittlich war dafür der Anstieg bei Messern (11 %).
Hieraus lässt sich die Aussage treffen, dass bei Straftaten besonders die Messer durch Schusswaffen verdrängt wurden. Bei Fällen von Körperverletzung griff man außerdem stark auf Gegenstände des täglichen Gebrauchs sowie die Fäuste zurück.
| Jahr | alle Morde | Schusswaffe | Messer | waffenlos | Ersticken | stumpfe Waffe | Gift/Droge | Feuer u. Sprengstoff | Sonstige |
| ---- | ---------- | ----------- | ------ | --------- | --------- | ------------- | ---------- | -------------------- | -------- |
| 1991 | 21.676     | 14.373      | 3.430  | 1.202     | 440       | 1.099         | 34         | 211                  | 887      |
| 1995 | 20.043     | 13.673      | 2.538  | 1.182     | 367       | 904           | 34         | 456                  | 889      |
| 2001 | 14.061     | 8.890       | 1.831  | 961       | 269       | 680           | 49         | 113                  | 1.268    |
| 2005 | 14.860     | 10.100      | 1.914  | 892       | 216       | 597           | 53         | 125                  | 963      |

Im Jahr 2005 waren 21,6 % aller Morde Taten im Familienkreis; dabei wurden 32,1 % der Frauen durch ihren Freund oder Ehemann getötet. Nur 23,1 % der Opfer wurde durch Personen getötet, die sie nie vorher gesehen hatten.

#### Regionale Unterschiede

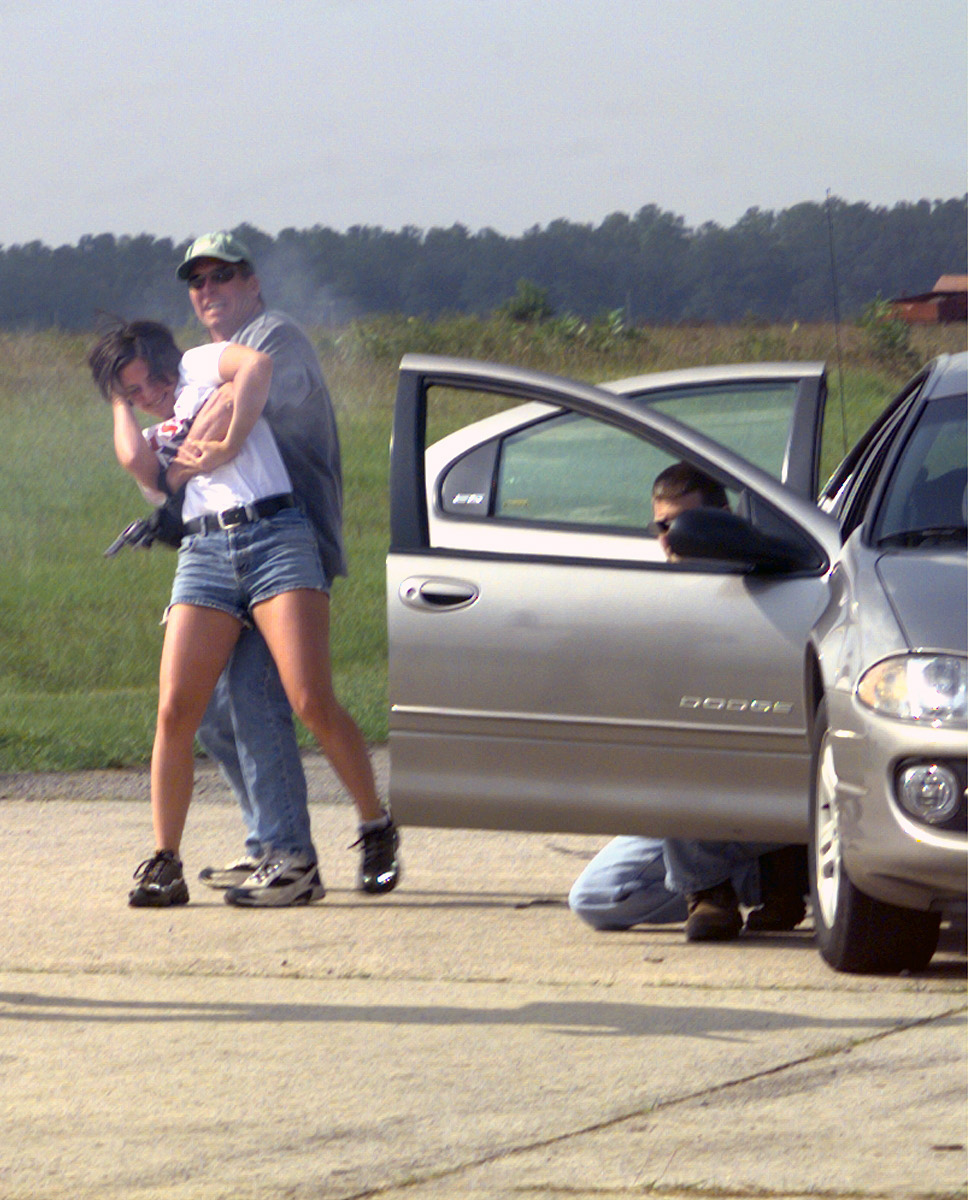
Sicherheitskräfte stellen eine bewaffnete Entführung nach.

Es ist in jedem Fall falsch, die Gesamtzahlen für die USA zu verallgemeinern. Aufgrund Größe, Landschaft weichen die Zahlen für die Staaten und Städte stark voneinander ab. So erreichen New Hampshire und South Dakota ähnliche Zahlen wie Deutschland, während Alabama, Kalifornien und Texas einen bis zu 25-fach so hohen Wert von Straftaten mit Schusswaffen aufweisen. Auch der Urbanisierungsgrad weist Unterschiede aus. Haben ländliche Regionen und Städte bis 25.000 Einwohner noch eine Häufigkeitszahl von unter 3 (bezogen auf Morde je 100.000 Einwohner), so steigt diese Zahl bei Städten bis 250.000 Einwohner auf 7,7 an. Die Gruppe der Städte ab 250.000 Einwohner erreicht eine Häufigkeitszahl von 13,1. Die Gefahr, in einer amerikanischen Großstadt getötet zu werden, ist also ca. viermal so hoch wie in einer Kleinstadt.
Aber auch hier muss man Unterschiede machen. So zeigt der Vergleich der vier größten Städte in Alabama für 2005 folgendes Bild:
- Birmingham (233.000 Ew.): 104 Morde, 45,7 Morde/100.000 Einwohner
- Huntsville (168.000 Ew.): 16 Morde, 9,5 Morde/100.000 Einwohner
- Montgomery (201.000 Ew.): 27 Morde, 13,4 Morde/100.000 Einwohner
- Mobile (250.000 Ew.): 34 Morde, 13,6 Morde/100.000 Einwohner

| Bundesstaat   | Einwohner  | Morde gesamt | Häufigkeit/ 100.000 Ew. | Morde mit Schusswaffe | Häufigkeit/ 100.000 Ew. |
| ------------- | ---------- | ------------ | ----------------------- | --------------------- | ----------------------- |
| USA (gesamt)  | 300,9 Mio. | 14.990       | 5,0                     | 10.177                | 3,4                     |
| Alabama       | 4,6 Mio.   | 349          | 7,5                     | 247                   | 5,4                     |
| Hawaii        | 1,3 Mio.   | 21           | 1,6                     | 7                     | 0,5                     |
| Iowa          | 2,9 Mio.   | 54           | 1,9                     | 23                    | 0,8                     |
| Kalifornien   | 36,5 Mio.  | 2.485        | 6,8                     | 1.822                 | 5,0                     |
| New Hampshire | 1,3 Mio.   | 12           | 0,9                     | 3                     | 0,2                     |
| Pennsylvania  | 12,3 Mio.  | 719          | 5,8                     | 554                   | 4,5                     |
| South Dakota  | 0,8 Mio.   | 8            | 1,0                     | 2                     | 0,3                     |
| Texas         | 23,5 Mio.  | 1.381        | 5,9                     | 949                   | 4,0                     |
| Washington    | 5,9 Mio.   | 186          | 3,2                     | 107                   | 1,8                     |

Wie man der obigen Tabelle entnehmen kann, schwanken Kriminalität und Schusswaffenmissbrauch von Staat zu Staat sehr stark. Der Anteil des Schusswaffenmissbrauchs an den Morden variiert zwischen 25 % und 75 %. Der Durchschnitt für die gesamten USA beträgt für 2006 68 %.

## Unverhältnismäßiger Waffeneinsatz durch Sicherheitskräfte
Staatlicher und halbstaatlicher Waffenmissbrauch können die Folge von unzureichender rechtlicher und technischer Ausbildung sein, aber auch auf direkten Anweisungen der Regierungsorgane beruhen.

### Unzureichende Ausbildung
Einige sehen geringe Bezahlung und mangelhafte Ausbildung von Polizisten und Vollzugsbeamten als eine der Ursachen für staatlichen Waffenmissbrauch. Nach Auffassung der Frankfurter Rundschau und von Amnesty International haben rund 100.000 südafrikanische Sicherheitsbeamte kein ausreichendes Training; 75 % aller Sicherheitsbeamten hätten nicht mehr als ein fünfstündiges Waffentraining absolviert. Nach Auffassung von Oxfam Deutschland fehle häufig die Kenntnis, wann und unter welchen Bedingungen der Einsatz von Waffen erlaubt und gerechtfertigt sei. Waffenmissbrauch und willkürlicher Einsatz würden daher zu schweren Menschenrechtsverletzungen führen und ein Klima der Angst und Unsicherheit schaffen.

### Private Sicherheitsdienste
In Lateinamerika nimmt die Zahl privater Sicherheitsdienste stark zu. Alleine in Guatemala arbeiten 116 Sicherheitsunternehmen mit rund 35.000 Mitarbeitern. Die Zahl der Polizisten ist nur halb so groß. In El Salvador kann nur etwa die Hälfte der 17.000 Mitarbeiter privater Sicherheitsunternehmen die Teilnahme an einem fünftägigen Lehrgang nachweisen, der eigentlich die Voraussetzung zum Führen einer Schusswaffe ist.

### Anweisungen zum Waffeneinsatz gegen Flüchtlinge
Am 25. April 1972 erschienen Anweisungen (Schießbefehl) an Grenzsoldaten der Deutschen Demokratischen Republik um auf Flüchtlinge an der innerdeutschen Grenze zu schießen. Nach Ansicht des Europäischen Gerichtshofes für Menschenrechte standen diese Anweisungen im Gegensatz zu höherrangigem DDR-Recht.

### Missbrauch von Elektroschockwaffen
Elektroschockpistolen werden von einem der Hersteller, der Taser International, Inc., als „wirksamste nichttödliche Waffe“ beworben. Die Polizei setzt sie in vielen Staaten ein, um Menschen durch Stromstöße vorübergehend handlungsunfähig zu machen. Die Bundesinnenministerkonferenz Deutschlands hat 2006 die Empfehlung ausgesprochen, dass in allen Bundesländern Elektroschockwaffen angeschafft werden sollen.
Der UN-Ausschuss gegen Folter teilte hierzu mit, dass der Einsatz von Elektroschockwaffen bestimmter Modelle eine Form der Folter sein könne, sehr starke Schmerzen verursache und bereits in mehreren Fällen zum Tode geführt habe. Amnesty International konkretisierte dies in einem 2006 erstellten Bericht dahingehend, dass seit 2001 in den Vereinigten Staaten 150 Menschen nach einem Einsatz von Elektroschockwaffen ums Leben gekommen seien und dass in mindestens 23 dieser Fälle die Stromstöße nachweislich mit zum Eintritt des Todesfalles beigetragen hätten.
Die Palm Beach Post hat Fälle von missbräuchlichem Einsatz von Elektroschockpistolen – auch mit Todesfolge – durch Polizeieinheiten des US-Bundesstaates Florida dokumentiert.

## Sonstige Aspekte

### Waffenbesitz
Wenn man sich an der allgemeinen deutschen Gesetzgebung orientiert, gilt im Wesentlichen jeder tragbare Gegenstand, der dazu bestimmt oder geeignet ist, die Angriffs- oder Abwehrfähigkeit von Menschen zu beseitigen oder herabzusetzen, als „Waffe“. Im deutschen Strafrecht wird als Waffe jedes gebrauchsbereite Werkzeug bezeichnet, das nach Art seiner Herstellung und Zweckbestimmung dazu geeignet ist, einer Person durch seine mechanische oder chemische Wirkung körperlich zu verletzen.
Die große Gruppe der rein mit Muskelkraft betriebenen Waffen (Bogen-, Wurf-, Hieb- oder Stichwaffen sowie einige Schusswaffen) wird staatlich selten reglementiert. Dennoch gibt es nationale Unterschiede.
Manche Messer, darunter z. B. beidseitig geschliffene Dolche, Armbrust oder Schlagstöcke werden in Deutschland als „Waffen“ im Sinne des Waffengesetzes klassifiziert und dürfen von Jugendlichen nicht erworben werden. Bei einigen unter ihnen, z. B. den Balisong, Stahlrute, Schlagring, Wurfstern oder Nunchaku, ist der Besitz generell verboten.
Der Bestand an Handfeuerwaffen wird weltweit auf ca. 875 Millionen geschätzt. Davon befinden sich 26 Millionen (ca. 3 %) bei Polizeibehörden, ca. 200 Millionen (etwas weniger als 25 %) bei Streitkräften und rund 650 Millionen (ca. 75 %) in ziviler Hand (einschließlich irregulärer Truppen und Krimineller). Insgesamt rund 40 % der zivilen Schusswaffen befinden sich in den USA (270 Millionen Stück). Rechnerisch hat jeder siebte Mensch eine Schusswaffe zur Verfügung.
Eine Meldepflicht für Schusswaffen gibt es nur in einigen Staaten. Manche nehmen private Verkäufe von der Meldepflicht aus. Und auch in solchen Staaten, die gesetzliche Grundlagen für die Waffenregistrierung haben, wird diese mangels Überwachung oder Sanktionen nicht gelebt. So ist es erklärbar, dass weltweit nur neun Prozent der durch Zivilisten verfügbaren Schusswaffen registriert sind.
Während das deutsche Kriegswaffenkontrollgesetz vollautomatische Schusswaffen zu den Kriegswaffen zählt, sind in manchen Ländern vollautomatische Schusswaffen auch im Privatbesitz vorzufinden.

### Spreng- und Brandvorrichtungen
Spreng- und Brandvorrichtungen sollen in der Regel großflächig gegen Personen wirken oder aber Gebäude, Fahrzeuge usw. zerstören. Werden derartige Waffen außerhalb eines Schlachtfeldes eingesetzt, sind oft Zivilisten Ziel der damit verübten Anschläge. Aber selbst wenn das Ziel in einem militärischen Objekt besteht, werden meist Zivilisten in Mitleidenschaft gezogen.
Außerhalb von Konfliktregionen werden meist Brandanschläge verübt. Entsprechende Mittel wie etwa Benzin oder Alkohol sind leichter zu beschaffen als die – in den meisten Ländern – strengen Erwerbsrichtlinien unterliegenden zivilen und militärischen Sprengstoffe.
Unkonventionelle Spreng- und Brandvorrichtungen (Bomben) sind im Vergleich zu physischer und psychischer Wirkung billige Waffen. Die Gesamtkosten für einen Selbstmordanschlag mit Sprengstoffgürtel betragen ca. 150 USD, die Kosten für den 1995 verübten Anschlag auf ein Regierungsgebäude in Oklahoma City mit 168 Toten betrug inklusive Mietwagen ca. 1.500 USD. Eine Landmine einfacher Bauart ist auf dem Weltmarkt für 3 USD zu erhalten.

### Suizid mit Schusswaffen
Suizid ist in vielen Staaten nicht verboten und damit kein Waffenmissbrauch im Sinne der einleitenden Definition. Dennoch wird er oft als Waffenmissbrauch angesehen.
Nach Schätzungen der Weltgesundheitsorganisation versterben jährlich ca. 500.000 Menschen durch Suizid, davon ca. 15.000 in der Bundesrepublik Deutschland. Vor allem Männer wählen dabei das Erschießen.
Die Benutzung von Schusswaffen schwankt von Land zu Land zwischen 8 % und 24 %. In Australien sank die Zahl von Selbstmorden mit Schusswaffen nach einer Änderung der Waffengesetze, dafür stieg die Zahl der Stürze aus großer Höhe an. In der Gesamtheit blieb die Suizidrate für Australien gleich.
Andere Studien kommen zum Schluss, dass die Gesamtzahl von Suiziden durch eine eingeschränkte Verfügbarkeit von Schusswaffen gesenkt werden kann, insbesondere wenn diese Änderungen im Waffenrecht durch andere Präventionsmaßnahmen wie das Anbringen von Netzen an besonders exponierten Orten begleitet werden. Es wird geschätzt, dass in der Schweiz jährlich rund 100 Suizide verhindert werden könnten, wenn der Zugriff auf Schusswaffen eingeschränkt würde.

### Nationale und internationale Konflikte
Die Frage nach dem Missbrauch von Waffen im Krieg muss in einzelne Komponenten aufgeteilt werden. Grundsätzlich stellt sich die Frage ob ein Krieg gerecht sein kann (bellum iustum). Hierfür muss das Recht zum Krieg (ius ad bellum) bestehen und der Krieg mit legitimen Mitteln geführt werden (ius in bello).
Im Mittelalter ging man davon aus, dass ein gerechter Krieg, neben anderen Bedingungen, vor allem eines gerechten Grundes (causa iusta) bedarf. Neben der Wiederherstellung von Gerechtigkeit galt hier aber auch der Kampf gegen Ungläubige als gerechtfertigt.
Im modernen Kriegsvölkerrecht trat der Friedensgedanken in den Vordergrund und Angriffskriege wurden völkerrechtlich geächtet. Prinzipiell kann man damit jede Art von Kriegsführung zwischen den Mitgliedern der Vereinten Nationen als Waffenmissbrauch ansehen. Aber auch die Wahl der Kriegsmittel sowie deren Anwendung ist an Regeln gebunden. Die Zivilbevölkerung ist in jedem Fall zu schonen und Kollateralschäden sind zu vermeiden. Verstöße gegen diese Regeln können auch als Waffenmissbrauch bezeichnet werden.
Mittlerweile hat sich jedoch die Art der Kriegsführung geändert. Die Zahl der zwischenstaatlichen Kriege hat stetig abgenommen. Dafür haben sich innerstaatliche Konflikte, z. B. Unabhängigkeitsbestrebungen, vermehrt. Der Kampf der Armeen richtet sich immer öfter gegen innerstaatliche Gruppierungen, aber auch gegen den internationalen Terrorismus. In diesen Auseinandersetzungen werden immer öfter Zivilisten zu Opfern. Aber auch Kombattanten werden meist nicht mehr nach den Regeln der Vereinten Nationen behandelt.
Genauso wie bei dem kriminellen Waffenmissbrauch, ist auch der Zusammenhang zwischen Waffen und den kriegerischen Konflikten ein kontroverses Thema. Verschiedene Initiativen z. B. Control Arms argumentieren Kleinwaffen seien die wahren Massenvernichtungswaffen und fordern ein strenges Waffenhandelsabkommen. Auf der anderen Seite zeigen Erfahrungen aus der jüngsten Geschichte, dass Kriegsverbrechen und Massenmorde z. B. keine Schusswaffen benötigen. So wurden die meisten Verbrechen beim Völkermord in Ruanda durch primitive Waffen wie Speere oder Macheten begangen.

#### Landminen

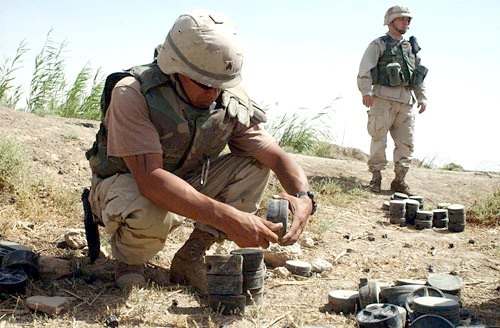
Entschärfung von Landminen russischer Bauart durch US-Soldaten im Irak.

Landminen führten in den letzten 30 Jahren zum Tod von ca. 1 Million Menschen. Davon waren 20 % Kombattanten und 80 % Zivilisten, die den Minen oft erst nach Beendigung des Konflikts zum Opfer fielen. Insgesamt sind ca. 25 % der Opfer Kinder. Neben dem direkten Einsatz im Kampfgebiet sind sie aber auch ein Mittel, um ganze Gesellschaften zu terrorisieren und dem Land eine psychologische und ökonomische Last aufzubürden. Denn neben der entstehenden Angst sind ganze Landstriche nicht mehr wirtschaftlich zu nutzen und müssen mit hohem Aufwand geräumt werden.
Wie sehr sich Minen auch gegen Nichtkombattanten richten, zeigt folgende Zeitungsmeldung: „Angola – Versorgungstransporte durch „intelligente“ Minen gestoppt. Der Einsatz von neuartigen Minentypen, deren Zünder auf Licht bzw. Signale reagieren, welche von einem Minendetektor ausgehen, verhindert derzeit die Versorgung der Bevölkerung mit lebenswichtigen Nahrungsmitteln und richtet sich speziell gegen Minenräumtrupps, die sich kaum in der Lage sehen, diese extrem gefährlichen Minen zu räumen.“

#### Die Zeit nach dem Konflikt
Nach einem bewaffneten Konflikt werden viele Staaten von den bestehenden und neu auftretenden Problemen übermannt. In der Hälfte der Fälle von Friedensschlüssen kommt es innerhalb von 10 Jahren erneut zum bewaffneten Konflikt. Perioden extremer Gewalt führen auch zu einer Gewaltkultur in der Gesellschaft. Bisher davon unberührt gebliebene Bereiche machen sich die Gewalt zu eigen; Werte, Glauben und Ansichten werden von Gewalt geprägt oder verherrlichen sie. Kriminalität und Chaos herrschen vor und werden durch die Legitimation von Gewalt getragen. Gekoppelt mit der Rückkehr nunmehr arbeitsloser Kombattanten und der leichten Verfügbarkeit von Waffen entwickelt sich in solch unsicheren Zeiten ein System von Kriminalität, Schmuggel und organisierter (Gewalt-)Kriminalität.
Studien zeigen, dass Waffen aus dem Verkehr gezogen und ein lebenswertes Umfeld geschaffen werden muss. Ansonsten führt die Verfügbarkeit von Waffen dazu, dass Streitigkeiten in Gewalttaten enden.
Als Beispiel mag hier das Monkol-Borei-Krankenhaus in Nordwest Kambodscha dienen. Vor der Unterzeichnung des Friedensvertrages 1991 gab es je 100.000 Einwohner 147 Schussverletzungen. Während die Vereinten Nationen die Einhaltung des Friedensvertrages durch Truppen sicherten, dabei jedoch die Bevölkerung nicht entwaffneten, ging diese Zahl auf 71 Schussverletzungen je 100.000 Einwohner zurück. Fünf Monate nach Abzug der Friedenstruppe stieg die Zahl der Schussverletzungen dann auf 163 je 100.000 Einwohner an.

#### Wahrnehmung von Schwerkriminalität
In der deutschen Öffentlichkeit zieht die schwere Gewaltkriminalität eine große Aufmerksamkeit auf sich, obschon sie mit etwa 3,3 % der gesamten polizeilich registrierten Kriminalität quantitativ nur einen geringen Teil der Straftaten ausmacht. Verfügbare kriminologische Erkenntnisse verweisen darauf, dass Medienberichte für viele Bürger, die ja in der weit überwiegenden Mehrzahl niemals Opfer von Tötungsversuchen, Geiselnahmen, gefährlichen Körperverletzungen, Raubüberfällen oder Vergewaltigungen waren, – neben der unmittelbaren Kommunikation mit Nachbarn und Freunden – eine wesentliche Informationsquelle über solche Geschehnisse sind. Den Medien entnehmen sie Hinweise über Häufigkeit, vermeintlich „typische“ Täter, Opferrisiken, zeitlich-räumliche Tatkonstellationen wie auch die strafrechtliche Verfolgung solcher Straftaten. Die medialen Bilder des Kriminalitätsgeschehens sind jedoch drastisch verzerrt. In ihnen dominieren Mord- und Tötungsdelikte sowie schwere Sexualstraftaten, die nur einen sehr kleinen Anteil des tatsächlichen Kriminalitätsgeschehens im Hell- wie auch Dunkelfeld ausmachen. Aktuellen Studien zufolge findet sich in Abhängigkeit von der Art und der Intensität des Medienkonsums eine enorme Überschätzung des Risikos vor allem von Gewalttaten in der Bevölkerung. Reale Trends, wie bspw. die deutliche Abnahme der Tötungsdelikte, werden nicht erkannt bzw. es wird sogar deren Gegenteil vermutet.